# Аллертон (Айова)
Аллертон (англ. Allerton) — місто (англ. city) в США, в окрузі Вейн штату Айова. Населення — 430 осіб (2020).

## Географія
Аллертон розташований за координатами 40°42′30″ пн. ш. 93°22′7″ зх. д. / 40.70833° пн. ш. 93.36861° зх. д. (40.708229, -93.368641).  За даними Бюро перепису населення США в 2010 році місто мало площу 2,95 км², з яких 2,95 км² — суходіл та 0,00 км² — водойми.

## Демографія
Згідно з переписом 2010 року, у місті мешкала 501 особа в 217 домогосподарствах у складі 146 родин. Густота населення становила 170 осіб/км².  Було 250 помешкань (85/км²).
Расовий склад населення:
| - 99,2 % — білих - 0,2 % — корінних американців |

До двох чи більше рас належало 0,6 %. Частка іспаномовних становила 0,2 % від усіх жителів.
За віковим діапазоном населення розподілялося таким чином: 21,6 % — особи молодші 18 років, 60,6 % — особи у віці 18—64 років, 17,8 % — особи у віці 65 років та старші. Медіана віку мешканця становила 44,6 року. На 100 осіб жіночої статі у місті припадало 92,0 чоловіків;  на 100 жінок у віці від 18 років та старших — 95,5 чоловіків також старших 18 років.
Середній дохід на одне домашнє господарство  становив 39 799 доларів США (медіана — 39 688), а середній дохід на одну сім'ю — 43 845 доларів (медіана — 42 500). Медіана доходів становила 30 972 долари для чоловіків та 21 579 доларів для жінок. За межею бідності перебувало 25,9 % осіб, у тому числі 30,7 % дітей у віці до 18 років та 8,6 % осіб у віці 65 років та старших.
Цивільне працевлаштоване населення становило 201 осіб. Основні галузі зайнятості: освіта, охорона здоров'я та соціальна допомога — 32,3 %, виробництво — 19,9 %, роздрібна торгівля — 11,4 %, будівництво — 8,5 %.